# ناشزة قذالية خارجية
الناشزة القذالية الخارجية (بالإنجليزية: External occipital protuberance)‏ هي بارزة واضحة من صدفة العظم القذالي، والقمحدوة هي أعلى نقطة من الناشزة القذالية الخارجية.